# La Chomette

La Chomette este o comună în departamentul Haute-Loire, Franța. În 2009 avea o populație de 139 de locuitori.